# Orlaco
Orlaco (Ogen Rechts Links Achter Compleet Overzicht) is een bedrijf dat in 1989 is begonnen met het plaatsen van camera's op voertuigen. Er was toen ook al sprake van ongevallen rechts, links en achter het voertuig doordat de chauffeur deze dode hoeken niet kon zien. Met een camera krijgt de chauffeur wel zicht op plekken die normaal onzichtbaar zijn en vele schades, ongevallen en slachtoffers zijn hiermee al voorkomen. Ondertussen worden camera's ook geplaatst op schepen, heftrucks, kranen, grondverzet en vele andere vehikels om de blinde hoek op te lossen en de zaak veiliger te maken. Productontwikkeling en fabricage vindt plaats in Barneveld en het bedrijf produceert 40.000 units per maand (stand 2010).